# Notre Dame (Indiana)
Notre Dame es un lugar designado por el censo al norte de South Bend, en el condado de St. Joseph, Indiana (Estados Unidos de América). En el Censo de 2010 tenía una población de 5973 habitantes y una densidad poblacional de 1.810,19 personas por km².

## Geografía
Notre Dame se encuentra ubicado en las coordenadas 41°42′1″N 86°14′19″O / 41.70028, -86.23861. Según la Oficina del Censo de los Estados Unidos, Notre Dame tiene una superficie total de 3.3 km², de la cual 3.13 km² corresponden a tierra firme y (5.18%) 0.17 km² es agua.

## Demografía
Según el censo de 2010, había 5973 personas residiendo en Notre Dame. La densidad de población era de 1.810,19 hab./km². De los 5973 habitantes, Notre Dame estaba compuesto por el 84.04% blancos, el 2.8% eran afroamericanos, el 0.17% eran amerindios, el 7.38% eran asiáticos, el 0.07% eran isleños del Pacífico, el 1.47% eran de otras razas y el 4.07% pertenecían a dos o más razas. Del total de la población el 9.86% eran hispanos o latinos de cualquier raza.

## Instituciones educativas
Incluye los campus de tres universidades: la Universidad de Notre-Dame, el Saint Mary's College y el Holy Cross College.